# Krisna villiersi
Krisna villiersi är en insektsart som beskrevs av Rauno E. Linnavuori 1969. Krisna villiersi ingår i släktet Krisna och familjen dvärgstritar. Inga underarter finns listade i Catalogue of Life.